# Борна Чорич
Борна Чорич (на хърватски: Borna Ćorić) е хъратски тенисист.

## Биография
Борна Чорич е роден на 14 ноември 1996 г. в Загреб, Хърватия. Започва да играе тенис на 5-годишна възраст, след като гледа баща си Дамир. Има една сестра, Бруна. Неговите идоли в детството са Горан Иванишевич и Рафаел Надал. Любимата му настилка е твърда на открито. Любимата му спортна личност е Майк Тайсън, когото срещна на Индиън Уелс Оупън през 2016 г.

## Кариера

### Младша кариера
През 2013 г. Борна Чорич достига до полуфинал на Откритото първенство на Австралия, и на Откритото първенство на Франция за юноши. Печели търнира на сингъл при момчетата на Откритото първенство на САЩ срещу австралиеца Танаси Кокинакис в три сета. След тези резултати Чорич става на номер 1 в ранглистата за юноши. През същата година той започва да играе във веригата ITF Фучърси, като печели пет титли на сингъл.

### Професионална кариера
Борна Чорич достигна най-доброто си класиране на сингъл, като световен номер 12 на 5 ноември 2018 г. През 2022 г. Чорич става най-ниско класираният шампион в историята на Мастърс 1000, когато печели титлата в Синсинати Оупън. В момента той е хърватски тенисист номер 1 при мъжете.

## Кариерна статистика

#### Титли оттурнири от сериите Мастърс(1)
| година | турнир          | съперник във финала | резултат      |
| ------ | --------------- | ------------------- | ------------- |
| 2022   | Синсинати Оупън | Стефанос Циципас    | 7–6(7–0), 6–2 |

#### Финали натурнири от сериите Мастърс(1)
| година | турнир         | съперник във финала | резултат |
| ------ | -------------- | ------------------- | -------- |
| 2018   | Шанхай Мастърс | Новак Джокович      | 3–6, 4–6 |

### ATP финали (3 титли; 9 финала)
|        | П–З | Година | Турнир                | Клас         | Настилка   | Опонент            | Резултат           |
| ------ | --- | ------ | --------------------- | ------------ | ---------- | ------------------ | ------------------ |
| Загуба | 0–1 | 2016   | Ченай Оупън           | 250 серии    | Твърда     | Станислас Вавринка | 3–6, 5–7           |
| Загуба | 0–2 | 2016   | Гран При Хасан Втори  | 250 серии    | Клей       | Федерико Делбонис  | 2–6, 4–6           |
| Победа | 1–2 | 2017   | Гран При Хасан Втори  | 250 серии    | Клей       | Филип Колшрайбер   | 5–7, 7–6(7–3), 7–5 |
| Победа | 2–2 | 2018   | Хале Оупън            | 500 серии    | Трева      | Роджър Федерер     | 7–6(8–6), 3–6, 6–2 |
| Загуба | 2–3 | 2018   | Шанхай Мастърс        | Мастърс 1000 | Твърда     | Новак Джокович     | 3–6, 4–6           |
| Загуба | 2–4 | 2019   | Санкт Петербург Оупън | 250 серии    | Твърда (з) | Даниил Медведев    | 3–6, 1–6           |
| Загуба | 2–5 | 2020   | Санкт Петербург Оупън | 500 серии    | Твърда (з) | Андрей Рубльов     | 6–7(5–7), 4–6      |
| Загуба | 3–5 | 2018   | Синсинати Оупън       | Мастърс 1000 | Твърда     | Стефанос Циципас   | 7–6(7–0), 6–2      |
| Загуба | 3–6 | 2024   | Оупън Сюд дьо Франс   | 250 серии    | Твърда (з) | Александър Бублик  | 7–5, 2–6, 3–6      |